# Arnold Scholten
Arnold Scholten (født 5. december 1962) er en tidligere hollandsk fodboldspiller.